# Coopérative de la vanille

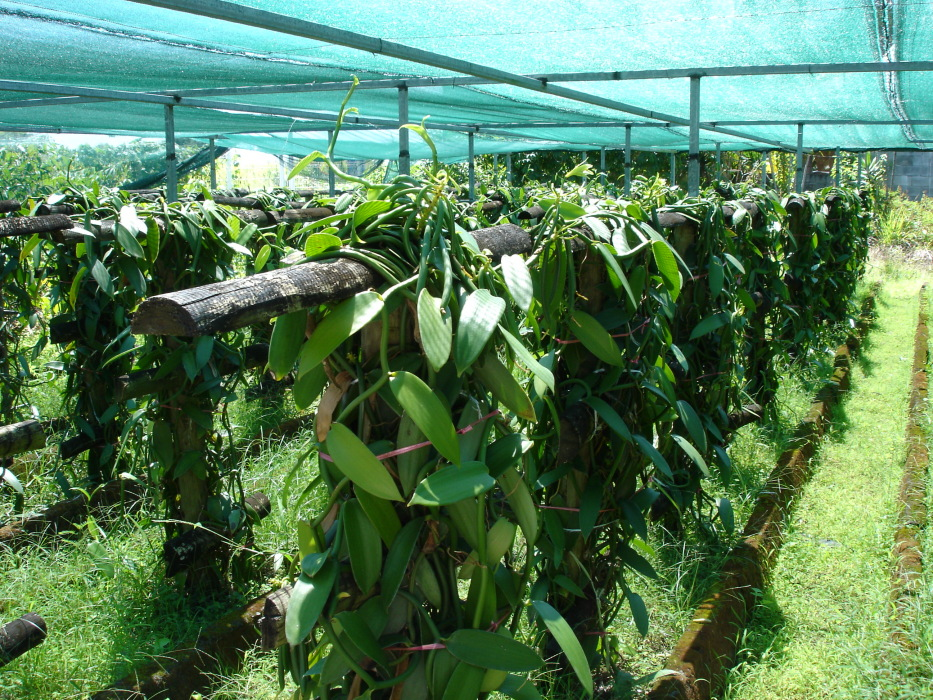
Vue des installations de la Coopérative de la vanille.

La Coopérative de la vanille est un lieu de visite de l'île de La Réunion. Situé sur le territoire de la commune de Bras-Panon, sur la Côte-au-vent, il permet de découvrir le traitement de la vanille, en particulier de la vanille Bourbon, qui est une production traditionnelle de l'agriculture réunionnaise.